# Кнежевичи
Представителите на фамилията Кнежевичи са наследници на стария босненско хърватски род Кнежевичи-Парчевичи. Началото на фамилията е поставено в Чипровци в края на XV в. Името на фамилията произлиза от владетелския замък „Кнеже“.

## Герб
Гербът на фамилията Кнежевич посредством сребърен щеврон щитът е разделен косоъгълно на три полета, оцветени със зелен емайл, във всяко от които е поставена по една сребърна кула; над щита сребърен турнирен шлем, на който е поставен червено-сребърен бурлет, от който се спуска намет, чиято външна страна е оцветена в червено, а вътрешната в сребърно; над бурлета нашлемник – крепостна стена с три кули и порта, вероятно като символ на стария замък Кнеже.

## Представители
- Стефан (Стефан Иванов Кнежевич)- третият син на Гиони Парчевич и внук на Никола II Парчевич се счита за основоположник на фамилния род Кнежевичи.
- Стефан Княжевич e Софийско-пловдивски епископ по време на Чипровското въстание.
- Агата Кнежевич – майка на Георги Пеячевич, един от водачите на Чипровското въстание.